# Lista över Hallands runinskrifter
Lista över Hallands runinskrifter är en förteckning över alla kända runristningar i Halland, vilka i nuläget uppgår till sju stycken bestående av gravhällar, runstenar, en brakteat och ett bryne. Eftersom Halland tillhört Danmark så går ristningarna under signum DR (Danmarks runeindskrifter), därtill är de försedda med ett nummer enligt Samnordisk runtextdatabas (samt signum Hal).
- DR 352, Vapnö slott, Vapnö socken, runsten
- DR 353, Holm, Holms socken, gravhäll, nu i SHM
- DR 354, Kvibille kyrka, Kvibille socken, inmurad gravhäll, ser dock ut som en runsten
- DR 355A, Getinge kyrka, Getinge socken, runsten, försvunnen
- DR 355B, Getinge kyrka, Getinge socken, inmurad runsten
- DR SHM6320:35, fyndort okänd, Ljungby socken, ett bryne nu i SHM
- Eskatorpsbrakteaten, DR BR74 IK241, 1, Eskatorp, Fjärås socken, brakteat, nu i SHM